# Faenna
Nella mitologia greca, Faenna (la lucente) era una delle due Cariti, secondo le tradizioni degli Spartani, insieme a Cleta (l'invocata). 

## Il mito
Di lei racconta Pausania, raccontando che nei suoi viaggi incontrò un santuario, dicono eretto da Lacedemone a loro dedicato vicino al fiume Tiasa..